# Mon fils est-il un assassin ?
Pour plus de détails, voir Fiche technique et Distribution.
Mon fils est-il un assassin ? (Conflict of Interest) est un film américain du cinéma indépendant de 1993 réalisé par Gary Davis.

## Fiche technique
- Titre original : Conflict of Interest
- Réalisation : Gary Davis
- Scénario : Gregory Miller et Michael Angeli
- Production : Tony Amatullo
- Photographie : Bryan England
- Montage : Marcus Manton
- Durée : 88 minutes
- Pays de production :  États-Unis
- Langue : anglais
- Date de sortie :
  - États-Unis : 4 mars 1993

## Distribution
- Christopher McDonald : Mickey Flannery
- Judd Nelson : Gideon
- Alyssa Milano : Eve
- Harrison Page : Capitaine Garland
- Dey Young : Vera